# IFR-Instrumenten Flugschule Reichelsheim
Die IFR-Instrumenten Flugschule Reichelsheim, kurz IFR-Flugschule, ist eine öffentliche Verkehrsfliegerschule und Fernschule mit Hauptsitz am Flugplatz Reichelsheim (Wetterau). Sie wurde 1988 gegründet und bildet seitdem Berufspiloten in Theorie und Praxis aus, ihre Rechtsform ist die einer GmbH.

## Namensgebung
Die Abkürzung IFR steht für Instrumenten Flugschule Reichelsheim. Diesen Namen trägt die Flugschule seit ihrer Gründung; er ist auf die Instrumentenflugberechtigung = IR(A) zurückzuführen. Zur Zeit der Firmengründung war die Ausbildung im Instrumentenflug im Vergleich zu heute selten und galt in Ergänzung der Privatpilotenlizenz bzw. der Berufspilotenlizenz als etwas Besonderes.

## Struktur
Die Schule ist als ATO (Approved Training Organisation) gemäß den Anforderungen für die Pilotenausbildung nach EASA Part-FCL, vormals JAR-FCL 1, zertifiziert und trägt die Zulassungsnummer DE.ATO.035. Der Schwerpunkt der Schule liegt bei der modularen Ausbildung, d. h., die Lizenz wird in mehreren Einzelstufen erworben. Dem entgegen steht die durchgehende Ausbildung, die die Schule nur noch für angehende Flugdienstberater anbietet.
Trotz eines breiten Ausbildungsspektrums ist die IFR-Flugschule relativ klein geblieben. Mit 60 bis 80 Schülern pro Jahr wird die Ausbildung sehr persönlich gestaltet und ist weniger auf die Serienproduktion ausgerichtet.

## Firmengeschichte

### 1988 bis 1990
Während der ersten Jahre beschränkte man sich neben der Privatpilotenausbildung auf die Ausbildung der Berufspiloten. Beide Ausbildungen konnten durch die Instrumentenflugberechtigung ergänzt werden.
Firmengründer waren Ernst Meuser und Ottmar Reithel.

### 1991 bis 1999
Im Frühjahr 1991 wurde das Spektrum der Ausbildung erweitert. Hinzu kamen die Ausbildungen zum Verkehrsflugzeugführer und die Longrange-Berechtigung.
Ebenfalls 1991 wurde das Team durch Familie Reinhold verstärkt. Christiane Reinhold übernahm die Aufgaben eines weiteren Geschäftsführers; Ottmar Reithel verließ das Unternehmen.

### 1999 bis 2001
1999 stieg als weiterer geschäftsführender Gesellschafter Klaus Hübschen in die Flugschule ein. Er begleitet zusätzlich die Aufgabe des Ausbildungsleiters.
Im Jahr 2000 wurde die Ausbildung zum Type-Rating für die Piper PA-46 mit in das Programm aufgenommen und ist seitdem fester Bestandteil. Das Besondere daran ist, dass die Schüler ihre Ausbildung auf ihrem eigenen Flugzeug absolvieren können. Diese Ausbildungsform wurde später auf alle Ausbildungen übertragen.

### 2001 bis 2011

Logo der Corporate eAcademy Fernlehrgänge

Als einzige öffentliche Flugschule erhielt die IFR-Flugschule im Jahr 2001 die Ausbildungsgenehmigung für Flugdienstberater (Dispatcher). Die nach der Verordnung über Luftfahrtpersonal (LuftPersV) durchgeführte Ausbildung gibt es so nur in Deutschland und wird in Zusammenarbeit mit der TUIfly GmbH durchgeführt.
2003 verließ Ernst Meuser das Unternehmen, die Schule wurde fortan von Klaus Hübschen und Christiane Reinhold verantwortlich geführt.
2010 begann die Flugschule, in Zusammenarbeit mit der Softwarefirma Peters Software GmbH aus Köln eigene Fernlehrgänge zu entwickeln, bei denen das Lehrmaterial ausschließlich online präsentiert wird. Da es eine solche Form bei Fernlehrgängen für Piloten in der Vergangenheit nicht gab, hat die Flugschule das neue Lernen unter Einbeziehung neuer Technologien „Next-Level-Learning“ genannt.

### 2011 bis heute
Die neuen Fernlehrgänge der „Corporate eAcademy“ wurden zunächst durch die Staatliche Zentralstelle für Fernunterricht (ZFU) am 17. Februar 2011 für die Ausbildung zugelassen. Der Lehrgangsumfang erstreckt sich von der Privatpilotenlizenz bis zur Verkehrspilotenlizenz und schließt die Ausbildungen zum Flugdienstberater und der Instrumentenflugberechtigung ein. Zur Vorlage beim Luftfahrt-Bundesamt im Anschluss kam aber zunächst nur die ATPL(A). Dem Antrag auf Ausbildung auf Basis der neuen eAcademy für ATPL(A) wurde am 27. Januar 2012 stattgegeben. Seitdem ist die IFR-Flugschule offizieller Anbieter für Fernlehrgänge.
Im März 2012 folgten die Anträge der anderen Lehrgänge, die bereits durch die ZFU genehmigt waren. Ihre Zulassung erfolgte gemeinsam am 21. August 2012.
Am 8. März 2012 wurde Roland Otto zum weiteren geschäftsführenden Gesellschafter bestellt. Er ist der Kopf hinter dem Next-Level-Learning-Programm und seit 2007 im Team der IFR-Flugschule. Im Juni 2017 verließ Familie Reinhold das Unternehmen und verkaufte ihre Anteile des Unternehmens an Norbert Oppitz. Bereits im November 2016 leiteten die heutigen Gesellschafter die Übernahme der Motorflugschule Egelsbach GmbH in die Wege, um stärker im Süden des Rhein-Main Gebiets und in einem der wichtigsten Flugplätze für die Allgemeine Luftfahrt vertreten zu sein. Zusätzlich betreibt die Flugschule eine Außenstelle in Egelsbach.
Die IFR-Flugschule hat Kooperationen zu vielen anderen Flugschulen und Fliegerclubs in Deutschland, die dadurch weiterführende Ausbildungen, z. B. die Instrumentenflugausbildung, durchführen können.

## Ausbildungen
Das Ausbildungsspektrum der IFR-Flugschule umfasst folgende Lizenzen und Berechtigungen:
- Verkehrspilotenlizenz – Airline Transport Pilot Licence ATPL(A)
- Berufspilotenlizenz – Berufspilotenlizenz CPL(A)
- Privatpilotenlizenz für Flugzeuge – Private Pilot Licence PPL(A)
- Instrumentenflugberechtigung – Instrument Rating IR(A)
- Strecken-Instrumentenflugberechtigung – En-Route Instrument Rating EIR
- Kompetenzbasierte Instrumentenflugberechtigung – Competence-Based Instrument Rating CB-IR
- Musterberechtigung für Hochleistungsflugzeuge – High Performance Aeroplane HPA
- Klassenberechtigung für mehrmotorige Luftfahrzeuge – Class-Rating Multi-Engine MEP(L)
- Klassenberechtigung für Piper PA-46-Reihe – Class-Rating Piper PA46
- Musterberechtigung für Cessna Citation 501/551 – Type-Rating Cessna Citation 501/551
- Musterberechtigung für Cessna CitationJet 525 – Type-Rating Cessna CitationJet 525
- Klassenberechtigung für Pilatus PC-12 SET
- Klassenberechtigung für DAHER Socata TBM 700/700N
- Fluglehrberechtigung für Flugzeuge – Flight Instructor Aeroplane FI(A)
- Flugdienstberater – Flight Dispatcher

## Ausbildungsdurchführung
Die Ausbildung zum ATPL(A), CPL(A), EIR, CB-IR und zur IR(A) wird modular angeboten. Die theoretische Ausbildung wird über die flugschuleigenen Fernlehrgänge realisiert. Die Ausbildung zum Flugdienstberater wird als Vollzeitunterricht und als Fernlehrgang angeboten.
Für die praktische Ausbildung setzt die Schule neben einem FNPT-II-Flugsimulator auf eine Flugzeugflotte aus bewährten Modellen wie z. B. Diamond DA20, Piper PA-28-Arrow und Diamond DA42 NG mit Glascockpit. Schüler, die im Besitz eines eigenen Flugzeuges sind, können es für ihre eigene Ausbildung nutzen.